# واد الرمان
واد الرمان أو أحيانا وادي الرمان هي قرية مغربية صغيرة، تنتمي لإقليم مكناس وسط شمال البلاد. تضم واد الرمان 6.076 ساكنا (حسب إحصاء سبتمبر 2004).